# 英國宗教
英格蘭及威爾斯宗教（2021年英國人口普查）
蘇格蘭宗教（2022年蘇格蘭人口普查）
北愛爾蘭宗教（2021年）

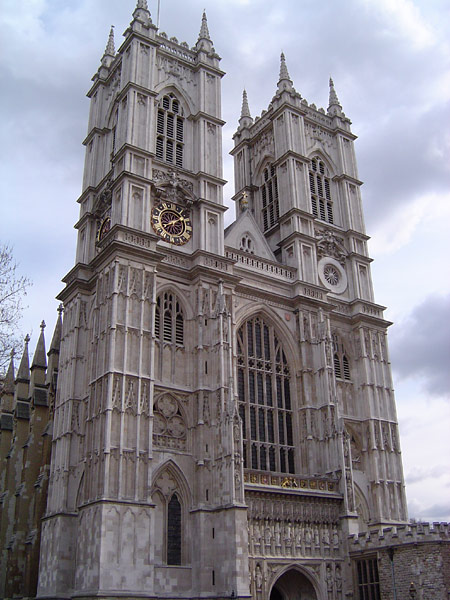
英國君主的加冕儀式，在威斯敏斯特教堂舉行。

英國宗教以基督宗教為主，2011年的普查顯示59.5%的人口為基督徒，無宗教信仰者居次，佔25.7%。在英國（及其四個構成國）的眾多宗教當中，不同派系的基督宗教在過去一千多年均佔主導地位。英國公民的宗教聯繫，由定期調查進行記錄；最主要的四項調查分別為國家十年一次的人口普查、勞動力調查，英國社會的態度調查和歐洲的社會調查。
根據2011年人口普查，基督宗教為主流宗教，其餘宗教按信眾人數從多至少排列，分別為伊斯蘭教、印度教、錫克教、猶太教和佛教 。在英國基督教中，聖公宗是最大的基督教教派，截至2023年，英國有53%的基督徒屬於此教派，其次是天主教、長老宗、循道宗、一位論派和浸禮宗。基於上述狀況，加上相當多的民眾只是名義上的教徒，甚至根本沒有宗教聯繫，不少評論員都曾將英國形容為信仰多元且世俗化的社會。
英國是由原本獨立的國家在1707年合併後形成的，因此，規模最大的幾個宗教團體，多數並無全國範圍的組織架構。有些宗教團體在英國的各構成國均設有獨立組織，而另一些團體則設置單一機構負責全英格蘭和威爾斯或者大不列顛島的事務。北愛爾蘭的情況也類似——由於北愛爾蘭這一地區概念在1921年才形成，距今較近，因此大多數主要宗教團體的架構，都是以整個愛爾蘭爲基礎的。 
雖然英國在其整體國家層面上並無官方信仰，但英格蘭教會為其最大構成國英格蘭的國教，蘇格蘭教會則是蘇格蘭的民族教會。英國君主擔任英格蘭教會最高領袖，因此，也只有新教的基督徒能繼承英國王位。北愛爾蘭和威爾斯分別自1869年《愛爾蘭教會法》和1914年《威爾斯教會法》頒布以來，均無國教。

## 歷史

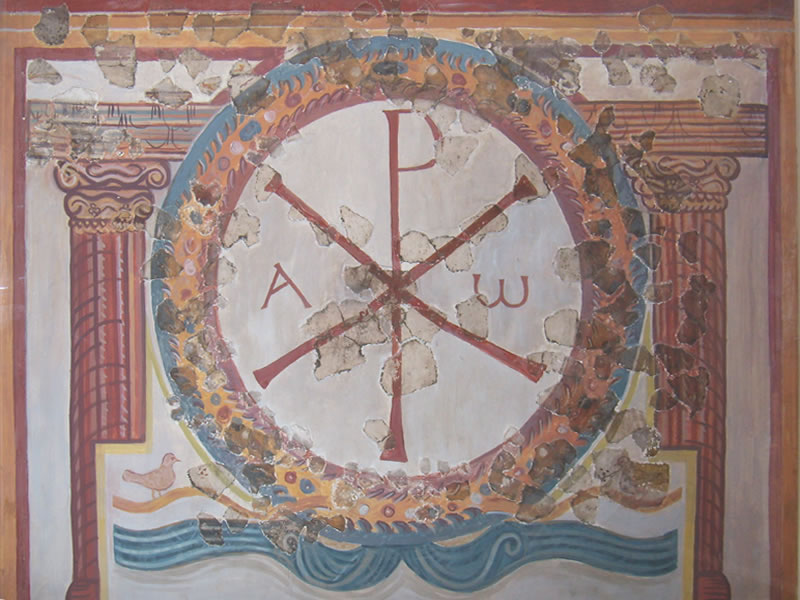
位於根德郡Lullingstone羅馬別墅，繪於四世纪凱樂符號壁畫。該別墅內的基督教畫作，是目前所知。

英國的前羅馬時期宗教形式包括各種形式的祖先崇拜和異教信仰。現在的英國主要佔主導地位的宗教為基督信仰。英國基督信仰最早起源於羅馬人統治時期，公元7世紀期間，天主教會和愛爾蘭 - 蘇格蘭傳教士再次將基督信仰帶進了英國 。
中世紀時期到亨利八世創立英國國教（又稱聖公宗、安立甘宗）前，英國人主要信仰為羅馬教會（天主教會）；1534年英格蘭宗教改革，英格蘭教會成為英格蘭和威爾士的地方教會。
蘇格蘭長老會在十六世紀的蘇格蘭宗教改革中建立，是蘇格蘭的國教。它不受英國中央政府控制，英國君主也屬於蘇格蘭長老會成員之一，在就位時需宣誓「維護和保護新教教派和長老教會」。
在英國不同地區，特別是在英國北部和英格蘭北部地區，對天主教會的堅持程度各不相同。
十七世紀中葉開始，各個基督新教教派紛紛創立，包括公理會、浸信會、貴格會以及後來的衛理公會。威爾斯教會國教的身分於1920年取消，愛爾蘭教會於1870年在英國愛爾蘭分治之前解散，而現今北愛爾蘭沒有建立聖公宗地方教會。
猶太人在1290年時被驅逐出境，並且在19世紀才解除這項規定。
伊斯蘭教、印度教和錫克教隨著近年來移民英國的新移民而出現，而佛教除了被移民帶來之外，也有部分英國本地人改信佛教。
與西方世界的其他地方一樣，宗教人口統計學已成為多元文化主義的一部分，英國被描述為後基督教社會，稱為多信仰或世俗化 社會。

## 統計

### 宗教人口
在2011年的人口普查中，基督宗教是英國最大的宗教，佔總人口的59.5％。2007年Tearfund調查發現基督徒人口為53％，2009年英國社會態度調查基督徒人口為42.9 ％ ，歐盟調查的基督徒的人口則為42.98％。
Ipsos MORI在2008年調查，發現英格蘭和威爾士有英國國教信徒47.0％，天主教信徒9.6％，其他基督徒8.7％； 4.8％是穆斯林，3.4％是其他宗教的成員。5.3％是不可知論，6.8％是無神論者，15.0％不確定他們的宗教信仰或拒絕回答這個問題。
Ceri Peach在2005年估計，62％的英國基督徒屬於英國國教會（聖公會），13.5％屬於天主教會，6％屬於長老會和3.4％屬於衛理公會，其他新教教派和正教會信徒人數很少。
英國社會態度調查（BSA）在2009年調查，有50％受訪者表示“ 無宗教信仰 ”，19.9％是英國國教會基督徒，9.3％是無教派基督徒， 8.6％公教基督徒，2.2％是長老會/蘇格蘭教會的基督徒，1.3％是衛理公會的基督徒，0.53％是浸信會基督徒，1.17％為其他新教基督徒徒，0.23％是聯合改革教會 / 公理會的基督徒，0.06％是自由長老會基督徒和0.41％其他宗派基督徒。
在2016年，英國社會態度調查（BSA）再次調查，有53％的受訪者表示“ 無宗教信仰 ”，41％表示為基督徒，6％表示非基督信仰（伊斯蘭教，印度教，猶太教等）

### 人口統計

2011年英國人口普查中受訪者表示為基督徒的百分比。

| 宗教     | 英格蘭     | 英格蘭 | 威爾士    | 威爾士 | 英格蘭和威爾士 | 英格蘭和威爾士 | 蘇格蘭    | 蘇格蘭 | 大不列顛   | 大不列顛 | 北愛爾蘭  | 北愛爾蘭 | 聯合王國   | 聯合王國 |
| 宗教     | 人數       | %      | 人數      | %      | 人數           | %              | 人數      | %      | 人數       | %        | 人數      | %        | 人數       | %        |
| -------- | ---------- | ------ | --------- | ------ | -------------- | -------------- | --------- | ------ | ---------- | -------- | --------- | -------- | ---------- | -------- |
| 基督宗教 | 31,479,876 | 59.4   | 1,763,299 | 57.6   | 33,243,175     | 59.3           | 2,850,199 | 53.8   | 36,093,374 | 58.8     | 1,490,588 | 82.3     | 37,583,962 | 59.5     |
| 伊斯蘭教 | 2,660,116  | 5.0    | 45,950    | 1.5    | 2,706,066      | 4.8            | 76,737    | 1.4    | 2,782,803  | 4.5      | 3,832     | 0.21     | 2,786,635  | 4.4      |
| 印度教   | 806,199    | 1.5    | 10,434    | 0.34   | 816,633        | 1.5            | 16,379    | 0.3    | 833,012    | 1.4      | 2,382     | 0.13     | 835,394    | 1.3      |
| 錫克教   | 420,196    | 0.8    | 2,962     | 0.1    | 423,158        | 0.8            | 9,055     | 0.2    | 432,213    | 0.7      | 216       | 0.01     | 432,429    | 0.7      |
| 猶太教   | 261,282    | 0.5    | 2,064     | 0.1    | 263,346        | 0.5            | 5,887     | 0.1    | 269,233    | 0.4      | 335       | 0.02     | 269,568    | 0.4      |
| 佛教     | 238,626    | 0.5    | 9,117     | 0.3    | 247,743        | 0.4            | 12,795    | 0.2    | 260,538    | 0.4      | 1,046     | 0.06     | 261,584    | 0.4      |
| 其他宗教 | 227,825    | 0.4    | 12,705    | 0.4    | 240,530        | 0.4            | 15,196    | 0.3    | 255,726    | 0.4      | 7,048     | 0.39     | 262,774    | 0.4      |
| 無宗教   | 13,114,232 | 24.7   | 982,997   | 32.1   | 14,097,229     | 25.1           | 1,941,116 | 36.7   | 16,038,345 | 26.1     | 183,164   | 10.1     | 16,221,509 | 25.7     |
| 未表態   | 3,804,104  | 7.2    | 233,928   | 7.6    | 4,038,032      | 7.2            | 368,039   | 7.0    | 4,406,071  | 7.2      | 122,252   | 6.8      | 4,528,323  | 7.2      |
| 總人口   | 53,012,456 | 100.0  | 3,063,456 | 100.0  | 56,075,912     | 100.0          | 5,295,403 | 100.0  | 61,371,315 | 100.0    | 1,810,863 | 100.0    | 63,182,178 | 100.0    |

| 宗教     | 英格蘭     | 英格蘭 | 威爾士    | 威爾士 | 英格蘭和威爾士 | 英格蘭和威爾士 | 蘇格蘭    | 蘇格蘭 | 大不列顛   | 大不列顛 | 北愛爾蘭  | 北愛爾蘭 | 聯合王國   | 聯合王國 |
| 宗教     | 人數       | %      | 人數      | %      | 人數           | %              | 人數      | %      | 人數       | %        | 人數      | %        | 人數       | %        |
| -------- | ---------- | ------ | --------- | ------ | -------------- | -------------- | --------- | ------ | ---------- | -------- | --------- | -------- | ---------- | -------- |
| 基督宗教 | 35,251,244 | 71.7   | 2,087,242 | 71.9   | 37,338,486     | 71.8           | 3,294,545 | 65.1   | 40,633,031 | 71.2     | 1,446,386 | 85.8     | 42,079,417 | 71.6     |
| 伊斯蘭教 | 1,524,887  | 3.1    | 21,739    | 0.7    | 1,546,626      | 3.0            | 42,557    | 0.8    | 1,589,183  | 2.8      | 1,943     | 0.12     | 1,591,126  | 2.7      |
| 印度教   | 546,982    | 1.1    | 5,439     | 0.2    | 552,421        | 1.1            | 5,564     | 0.1    | 557,985    | 1.0      | 825       | 0.05     | 558,810    | 1.0      |
| 錫克教   | 327,343    | 0.7    | 2,015     | 0.1    | 329,358        | 0.6            | 6,572     | 0.1    | 335,930    | 0.6      | 219       | 0.0      | 336,149    | 0.6      |
| 猶太教   | 257,671    | 0.5    | 2,256     | 0.1    | 259,927        | 0.5            | 6,448     | 0.1    | 266,375    | 0.5      | 365       | 0.0      | 266,740    | 0.5      |
| 佛教     | 139,046    | 0.3    | 5,407     | 0.2    | 144,453        | 0.3            | 6,830     | 0.1    | 151,283    | 0.3      | 533       | 0.0      | 151,816    | 0.3      |
| 其他宗教 | 143,811    | 0.3    | 6,909     | 0.2    | 150,720        | 0.3            | 26,974    | 0.5    | 177,694    | 0.3      | 1,143     | 0.1      | 178,837    | 0.3      |
| 無宗教   | 7,171,332  | 14.6   | 537,935   | 18.5   | 7,709,267      | 14.8           | 1,394,460 | 27.6   | 9,103,727  | 15.9     | 233,853   | 13.9     | 13,626,299 | 23.2     |
| 未表態   | 3,776,515  | 7.7    | 234,143   | 8.1    | 4,010,658      | 7.7            | 278,061   | 5.5    | 4,288,719  | 7.5      | 233,853   | 13.9     | 13,626,299 | 23.2     |
| 總人口   | 49,138,831 | 100.0  | 2,903,085 | 100.0  | 52,041,916     | 100.0          | 5,062,011 | 100.0  | 57,103,927 | 100.0    | 1,685,267 | 100.0    | 58,789,194 | 100.0    |

根據2001 - 2011年的人口普查，英國的宗教信仰（％）

### 調查
英國公民的宗教信仰是透過調查記錄 ，主要有英國人口普查，勞動力調查，在英國社會態度調查 和歐洲社會調查。 這些調查提出的不同問題產生了不同的結果：
- 英格蘭和威爾士的人口普查問題為“你的宗教是什麼？”[38] 。14.81％（2001年）[39]和2011年約四分之一（25.1％）的人口表示他們“沒有”，59.5％的人表示他們是基督徒。[40]

- 蘇格蘭人口普查詢問了“你屬於哪種宗教或宗教派別？”[38] 。 27.55％（2001年）[41]和2011年36.7％選擇“無”，53.8％表示他們是基督徒。[21]

- 勞動力調查調查了一個問題“即使你目前沒有宗教活動，你的宗教是什麼？” 2004年選擇“無宗教信仰”的比例為15.7％，2010年選擇“無宗教信仰”的比例為22.4％。[42]

- 英國社會態度調查問題為“你認為自己屬於任何特定的宗教嗎？” 有53％的人在2016年選擇“沒有宗教信仰”。[28]

- 歐洲社會調查“你目前屬於哪種宗教或教派？” 2002年有50.54％的受訪者選擇“無宗教信仰”，2008年選擇“無信仰”的受訪者為52.68％。[25]

| 宗教教派       | %   | %   |
| -------------- | --- | --- |
| 基督宗教       | 42  | 42  |
| 英國國教會     | 17  | 17  |
| 其他基督宗派   | 17  | 17  |
| 天主教         | 8   | 8   |
| 無宗教         | 49  | 49  |
| 非基督信仰     | 8   | 8   |
| 穆斯林         | 5   | 5   |
| 其他非基督信仰 | 3   | 3   |
| 未表態         | 1   | 1   |
| 全部           | 100 | 100 |

## 宗教
英國是由原本獨立的國家在1707年合併後形成的， ，因此，規模最大的幾個宗教團體，多數並無覆蓋全國的組織架構。 有些宗教團體在英國的各構成國均設有獨立組織，而另一些團體則設置單一機構負責全英格蘭和威爾斯或者大不列顛島的事務。 北愛爾蘭的情況也類似——由於北愛爾蘭這一地區概念在1921年才形成，距今較近，因此大多數主要宗教團體的架構，都是以整個愛爾蘭爲基礎的。

### 基督宗教

#### 基督新教

##### 聖公宗
英格蘭教會是英國的國教。 該會最高級的主教是英國國會成員，而英國君主則是教會的最高領袖。該會也是普世聖公宗的「母會」。 1534年，該會脫離天主教會，並憑藉至尊法案之中的國會法令成爲國教，也爲一連串後世稱爲「英格蘭宗教改革」的事件拉開幃幕。 從歷史上看，該會一向是英格蘭和威爾士的主流基督教派別，其影響力和信衆數目均佔主導地位。
蘇格蘭聖公會是普世聖公宗的成員教會（但並非英格蘭教會的「子會」）， 其歷史始於1690年，當時長老宗在蘇格蘭最終成立，該會便脫離蘇格蘭教會而成立。 1920年代，威爾斯教會脫離英格蘭教會編制，成爲獨立教會，但仍保留普世聖公宗的成員身份。
2012至2014年間，英格蘭教會的成員人數減少了大約170萬。

##### 長老會，公理會和其他改革派

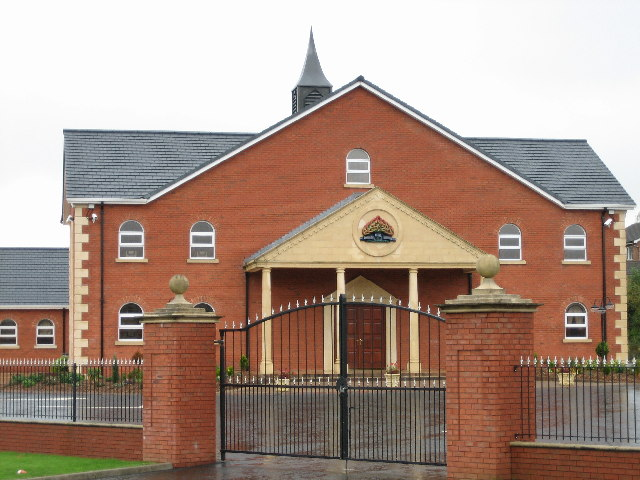
利斯本 安特里姆郡自由長老教會

屬於長老宗的蘇格蘭教會被認為是蘇格蘭的地方教會，蘇格蘭教會它不受英國中央政府控制，英國君主也屬於蘇格蘭長老會成員之一，在就位時需宣誓“維護和保護新教教派和長老教會”。

##### 循道宗（衛理宗）

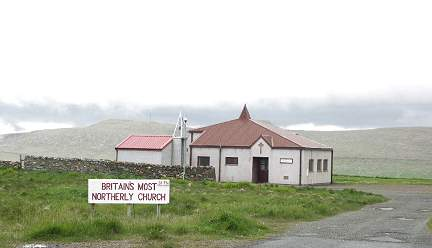
哈羅士域(Haroldswick)的循道宗教堂，是英國國內地理位置最北的教堂。

循道宗運動的起源可追溯到18世紀的福音派的覺醒。英國衛理教派禮拜堂，分布在英國本土，海峽群島，馬恩島，馬耳他和直布羅陀，信徒大約有188000人，禮拜堂有和5900間。愛爾蘭的循道宗教堂遍佈整個愛爾蘭島，包括北愛爾蘭，為愛爾蘭島第四大教派。
其他和循道宗分支的教派包括救世軍（1865年） ，自由衛理公會，聖潔運動和拿撒勒人會。

##### 浸禮宗（浸信宗）

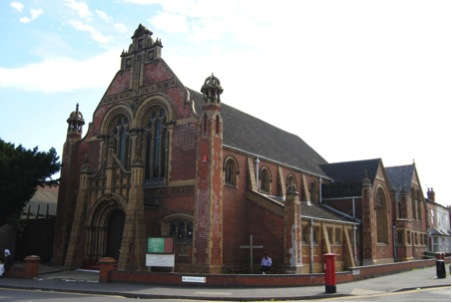
位於西密德蘭郡伯明翰的浸信會禮拜堂。

大不列顛浸信聯合教會(The Baptist Union of Great Britain)的管轄範圍並不盡如其名，而是只涵盖英格蘭和威爾斯。 在該會以外，另有獨立的蘇格蘭浸信聯合教會(Baptist Union of Scotland)，以及服務全愛爾蘭的愛爾蘭浸信教會聯合會(Association of Baptist Churches in Ireland)。 英格蘭也有其他浸信宗的教會組織，例如 the Grace Baptist association和the Gospel Standard Baptists。

#### 天主教

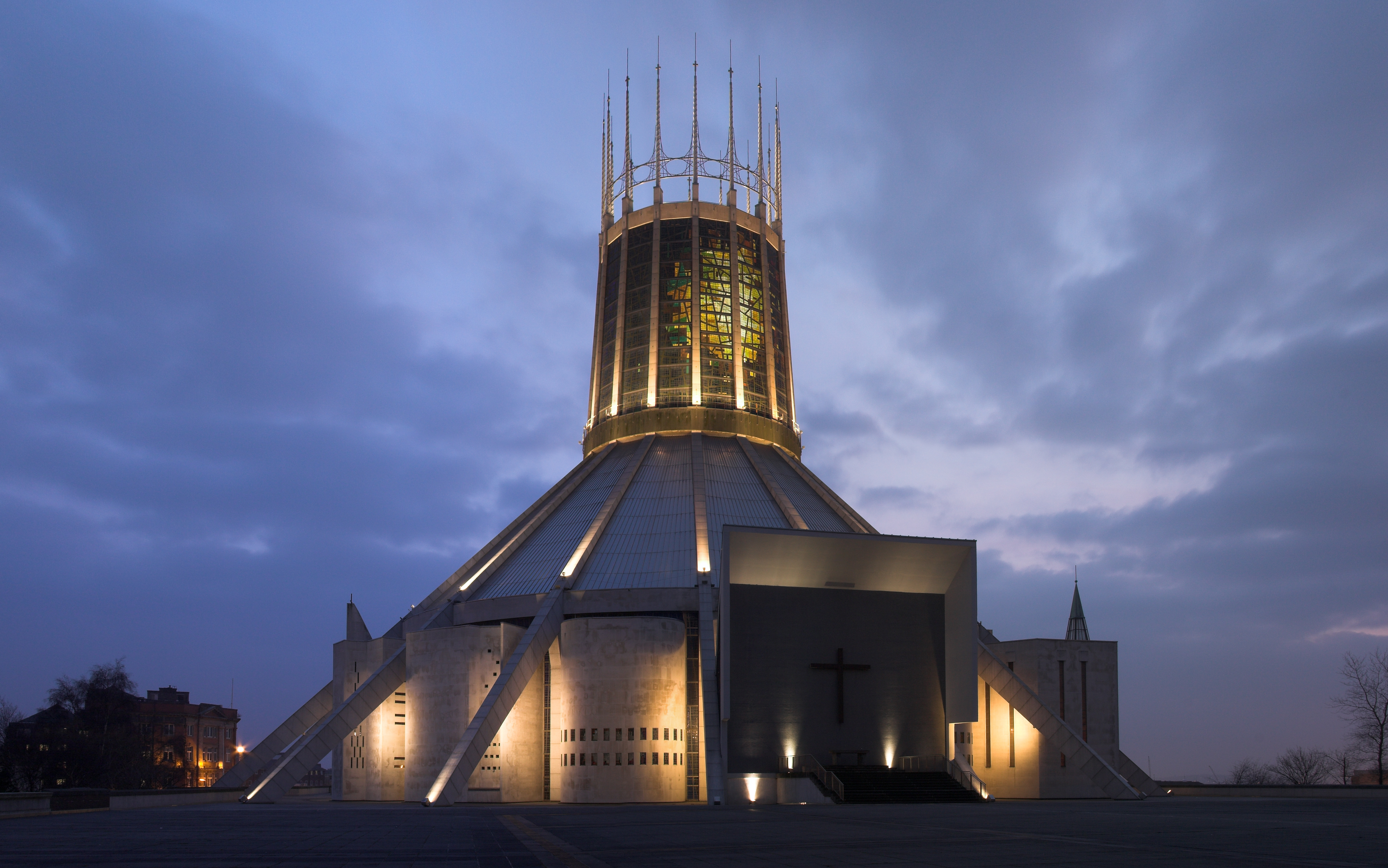
天主教基督君王都主教座堂

天主教會是英格蘭和威爾士的第二大基督宗派，約有500萬成員，信徒主要分佈在英格蘭。根據2011年數據，天主教會是蘇格蘭第二大教會，會友數目僅次於長老宗蘇格蘭教會。

#### 東方基督教會
與新教和天主教相比，東方基督教會在英國的基督信仰是一個比較相對少數的信仰；大部分在英國的東方基督教會信徒來自東歐和巴爾幹半島 ，只有少數英國人信仰。

##### 正教會
英國的正教會包括俄羅斯正教會、格魯吉亞正教會、羅馬尼亞正教會、保加利亞正教會和希臘正教會。

##### 東方正統教會
英國的東方正統教會包括亞歷山大科普特正教會、敘利亞東方正統教會、亞美尼亞使徒教會、厄立特里亞正統台瓦西多教會和衣索比亞正統台瓦西多教會。

#### 非三位一體派
非三位一體教派包括耶穌基督後期聖徒教會、耶和華見證人、基督弟兄會等教派。

### 伊斯蘭教

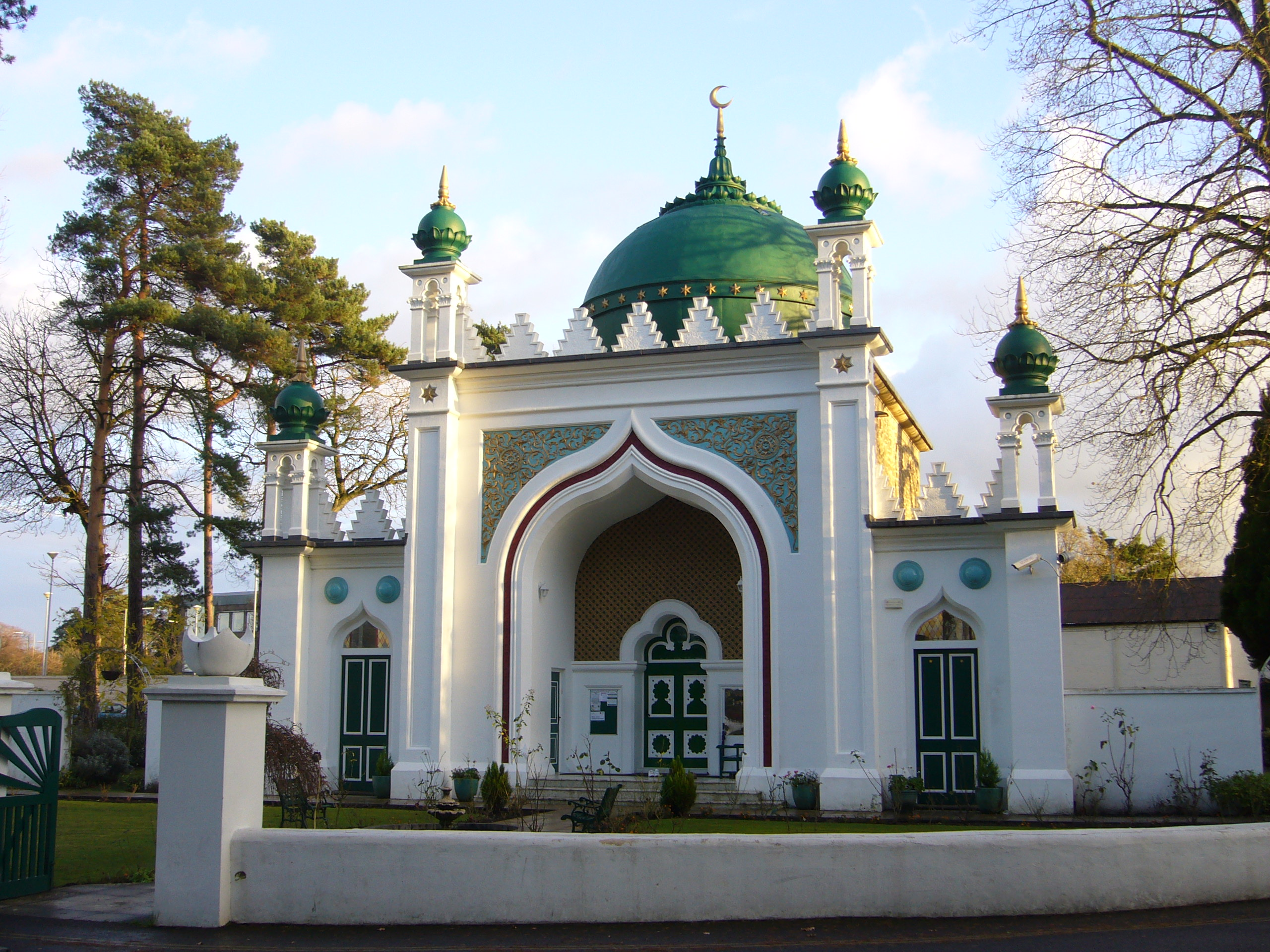
沙賈漢清真寺(沃金)是英國最古老的清真寺

2009年的估算結果顯示，全英範圍內共有約240萬名穆斯林。 根据皮尤宗教和公共生活論壇的數字，英國的穆斯林人口或多達300萬。 英國的絕大多數穆斯林居於英格蘭和威爾斯：2001年普查錄得的1,591,126名穆斯林當中，1,546,626名居於英格蘭和威爾斯，佔當地人口的3%；42,557名居於蘇格蘭，佔0.8%； 而北愛爾蘭則有1,943名。 2001至2009年期間，穆斯林人口的增長速度，約爲其他人口的10倍。
多數進入英國的穆斯林移民來自其前殖民地。最大的穆斯林群體，分屬南亞裔（印度裔、巴基斯坦裔、孟加拉裔）和阿拉伯裔社群。 其餘則來自穆斯林人口佔多數的地區（例如 西亞，索馬里，馬来西亞和印尼）。 18世紀，受僱於英國東印度公司的海員在英國港口城鎮定居，並與當地女子結婚。 在1891年，這些海員只有24,037人，但到一戰前夕便增至51,616人。 也有海軍廚師來自現今孟加拉国內稱爲錫爾赫特專區之處，Sake Dean Mahomed就是其中一員。 1950年代以來，穆斯林人口不斷增長，多個清真寺也隨之而落成，其中包括東倫敦清真寺，倫敦市中心的清真寺，曼徹斯特中央清真寺和勝利清真寺。 威爾斯三一聖大衛大學的研究員Kevin Brice認爲，每年有數千人皈依伊斯蘭教，而英國已有大約十萬名皈依者，亦有兩間清真寺由其管理。
相較於英國不同宗教的信衆，以及無宗教信仰者，穆斯林人群最爲貧窮。現列出數字進行比較：猶太教徒的資產淨值中位数爲422000英鎊，锡克教徒爲229000英鎊，基督徒223000英鎊，印度教徒有206000英鎊，而穆斯林群組則只有42000英鎊。
而在各宗教的信衆群體當中，穆斯林受拘捕、審訊以及監禁刑罰的人口比例，亦與其在總人口中的佔比相差最大：穆斯林人口在囚犯中的比例達13.1%，但在15歲或以上的整體人口當中只有4%是穆斯林。

### 猶太教

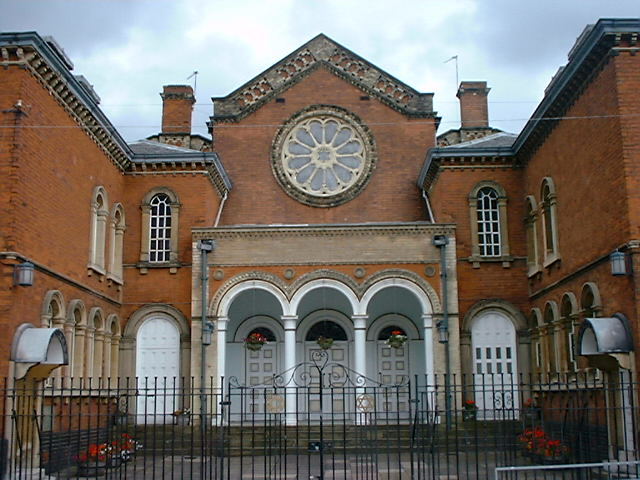
英格蘭伯明罕歌手山猶太會堂

英國猶太人數量約有30萬人，為全球第五大猶太社區。曼徹斯特大學歷史學家Yaakov Wise博士於2007年8月發表的一份報告指出，英國猶太社區75％的新生兒父母都是極端正統猶太教信徒，其出生率增加導致了猶太人的大量增加。

### 巴哈伊教
英國的巴哈伊信仰始於1845年；根據估計，在1951年至1993年間，來自英國的巴哈伊信徒在138個國家定居。

### 印度系宗教

#### 佛教

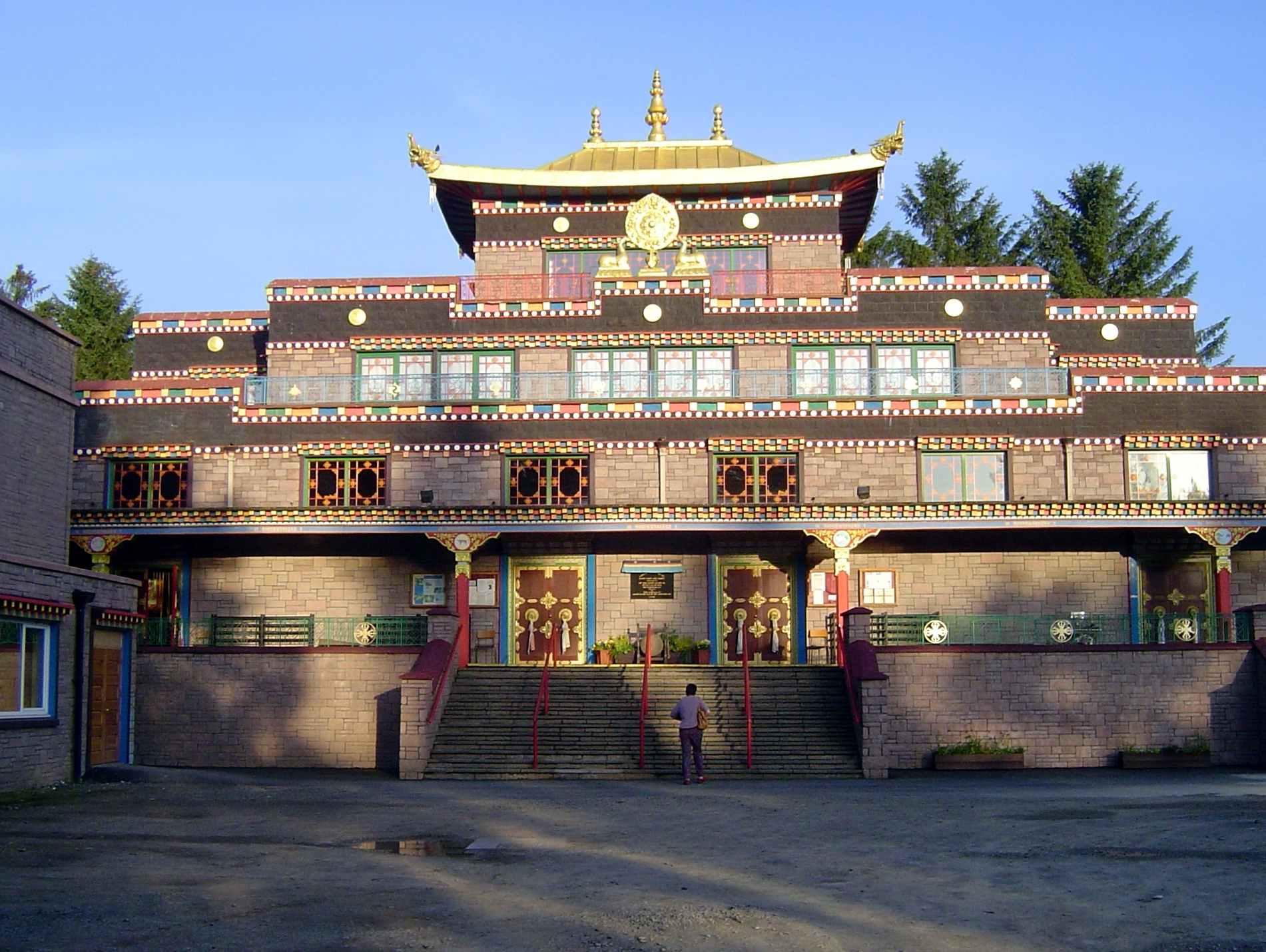
噶舉派桑耶林西藏佛教坐禪中心是位於蘇格蘭的藏傳佛教道場

佛教對英國的影響最早來自英國殖民東南亞時期，早期英國佛教的聯繫與英軍注重的緬甸、泰國和斯里蘭卡的上座佛教有關。巴利聖典協會由英國佛教和語言學者托馬斯·威廉·里斯·戴维兹（Thoams William Rhys Davids）於1881年成立于倫敦。1924年倫敦佛教協會成立，並於1926年成立了Theravadin London Buddhist Vihara。1967年，噶舉派桑耶林西藏佛教坐禪中心於蘇格蘭成立，目前是西歐最大的藏傳佛教道場。

#### 印度教

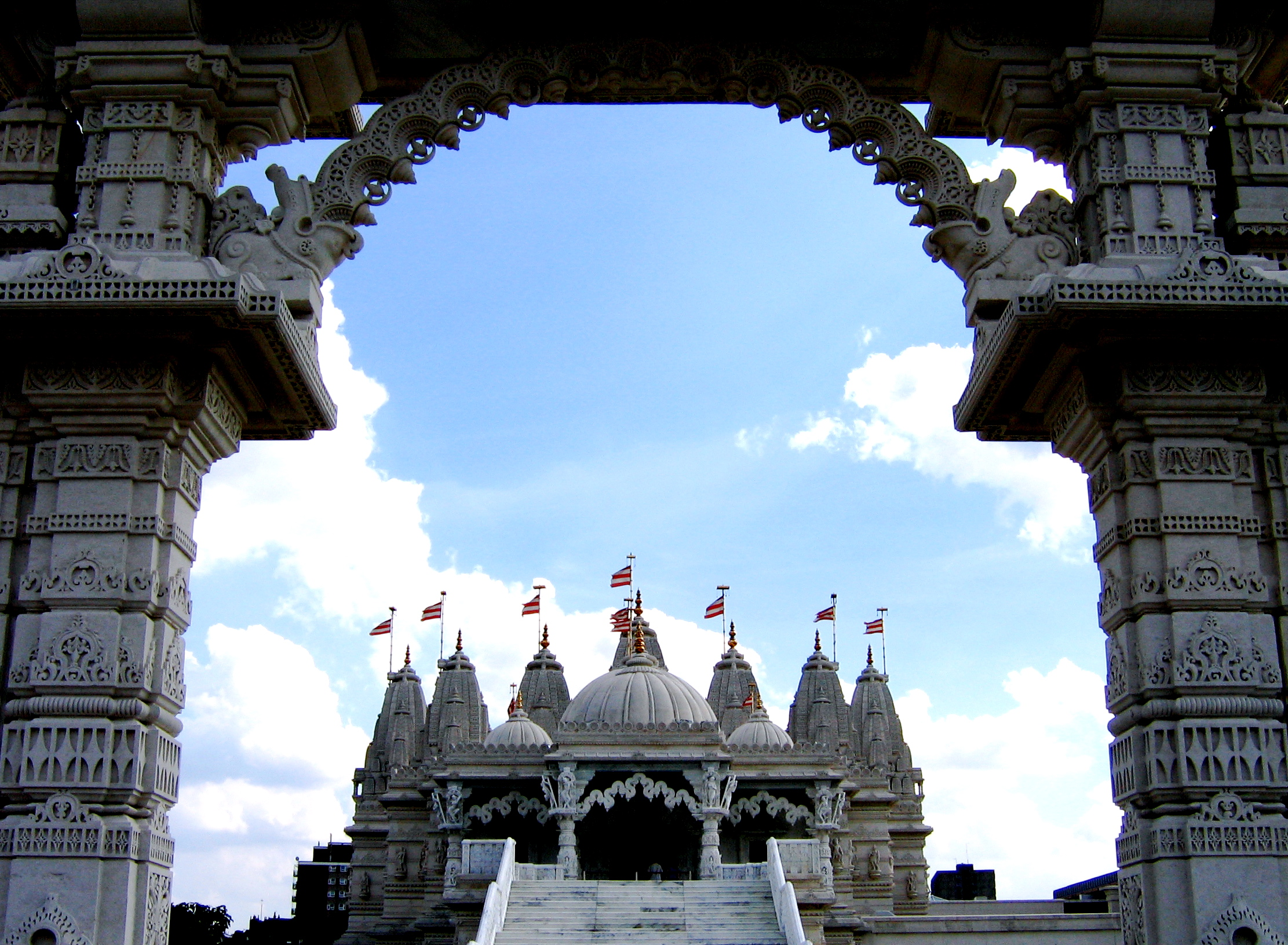
尼斯登神廟為歐洲第二大印度教寺廟

根據2001年的人口普查，英國有558,810人信仰印度教 ，但2007年英國報紙的估計數字信徒高達150萬。一個非政府組織估計，截至2007年，英國有80萬印度教徒。英國的印度教徒有一半生活在倫敦，在北愛爾蘭、蘇格蘭和威爾士也存在有印度教社區。

#### 耆那教
截至2006年，英國約有25,000名耆那教徒。
英格蘭東密德蘭萊斯特郡下轄的萊斯特擁有印度以外世界上為數不多的耆那教寺廟。格林福德有一個耆那教研究所。

#### 錫克教

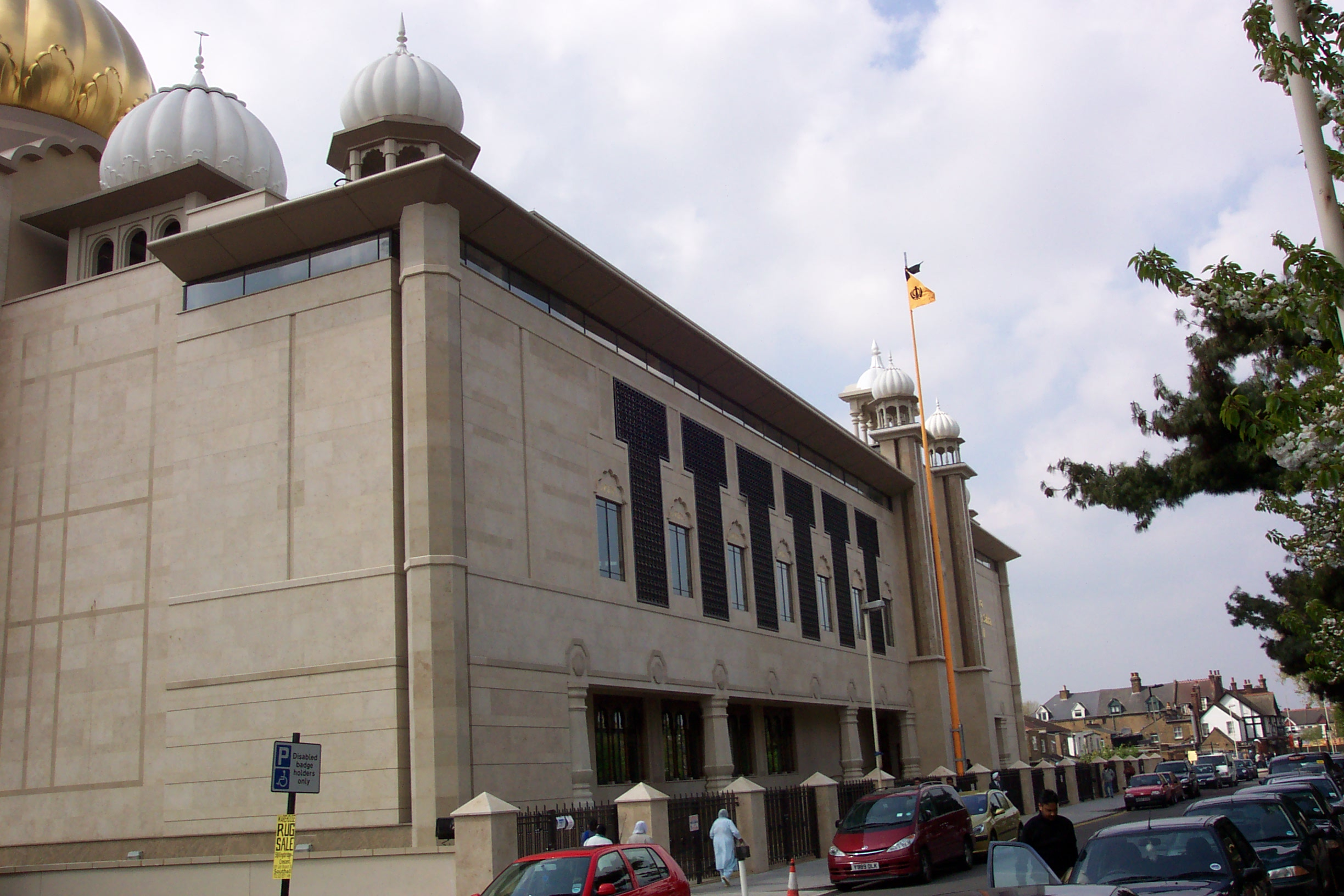
Gurdwara Sri Guru Singh Sabha

在2001年人口普查時，英國有336,149人的信仰錫克教。大多數錫克教徒分佈在英格蘭，在北愛爾蘭，蘇格蘭和威爾士也有分佈。

### 新異教主義
在2001年的人口普查，共有42262人分別來自英格蘭，蘇格蘭和威爾士，宣稱自己是異教徒或信奉巫術。然而，其他調查指出英國異教信仰者約為25萬或更高。

#### 德魯伊教
2012年英國大約估計有11,000名德魯伊教徒。

## 宗教與社會

### 宗教與政治
雖然主要政黨均無宗教色彩，但工黨創立時，曾受到基督教社會主義思潮影響，而促成創黨的領導人物當中，也有凯尔·哈迪等不信奉國教會的基督徒。另一方面，人們曾將英國國教會戲稱爲「禮拜堂內的保守黨」，但自1980年代起，國教會在社經議題上的取態相對保守黨而言，變得左傾，這種類比的說法也少有聽聞了。
至於部份規模較小的政黨，其意識形態則明顯帶有宗教色彩：基督徒黨(the Christian Party)和基督教人民聯盟(the Christian Peoples Alliance)這兩個具基督教色彩的政黨，曾在英國舉行2009年歐洲議會選舉時，派多名聯合候選人出選，使兩黨合計得票額增至249493票(佔總票數的1.6%)，在參選政黨中排第八位。倫敦選區當時有三名區議員隸屬基督教人民聯盟，而兩黨在該選區共得51336票(佔該區票數的2.9%)，與2004年所得的45038票相比，略有增長。
英格蘭教會有26名主教在英國國會出任靈職議員，代表教會；而英國君主不但(根據《聯合條約》第二款的規定)是教會的一員，更是其最高領袖。靈職議員隸屬上議院，就影響全英的政府政策進行辯論。英格蘭教會更有權通過其立法機構the General Synod擬訂（涉及教會管理的）法例草案，然後交由國會立法通過。英國首相，不論其個人信仰如何，均在任命英格蘭教會主教的過程中擔任重要角色；不過，白高敦在2007年7月曾建議，改革英國首相影響英格蘭教會人事任命的權力。